# Stern John
Stern Christopher James John (Tunapuna, 30 ottobre 1976) è un allenatore di calcio ed ex calciatore trinidadiano, di ruolo attaccante.

## Carriera

### Club
Dopo un affermato periodo in MLS con i Columbus Crew, nella stagione 1999-2000 passò per un milione e mezzo di sterline al Nottingham Forest con cui esordì  il 24 novembre 1999 contro il Portsmouth e segnando dopo soli 6 minuti. 
L'8 febbraio 2002 il Nottingham lo cedette per sole centomila sterline al Birmingham City a causa delle difficoltà economiche, con la nuova maglia esordì il 16 febbraio successivo contro il Barnsley segnando il gol partita.
Dopo due stagioni a Birmingham e due al Coventry City, inframmezzate da una parentesi al Derby County, nel gennaio 2007 si trasferì al Sunderland dove marcò quattro reti che contribuirono alla vittoria finale del Coca-Cola Championship.
L'estate successiva fu venduto nuovamente, questa volta al Southampton, per sei milioni di sterline. La stagione successiva venne nominato "Southampton's Player of the Year" grazie alle 19 reti segnate in 40 incontri e ricevette il "Goal of the Season Award"; nell'ultima partita della stagione segnò una doppietta contro lo Sheffield Utd evitando alla squadra la retrocessione in League One.

### Nazionale
Stern John giocò una enorme parte nel portare Trinidad e Tobago al campionato del mondo 2006, soprattutto con due doppiette fondamentali nel terzo e ultimo turno di qualificazioni: la prima contro il Guatemala e la seconda nell'ultima partita contro il Messico che fissò il risultato sul 2-1 portando la nazionale caraibica allo spareggio contro la rappresentativa del Bahrein. Attualmente è il miglior marcatore di sempre nella storia della propria nazionale con 70 marcature in 115 incontri disputati.

## Palmarès

### Club
- Campionato inglese di seconda divisione: 1

Sunderland: 2006-2007

### Nazionale
- Coppa dei Caraibi: 3

1996, 1998, 2001

### Individuale
- Capocannoniere della Major League Soccer: 1

1998 (26 reti)
- MLS Best XI: 1

1998